# Йото Врачев
Йото Николов Врачев (Стоян) е комунистически деец, участник в комунистическото партизанско движение по време на Втората световна война. Партизанин от партизанския отряд „Георги Бенковски“ (Червен бряг).

## Биография
Йото Врачев е роден на 15 март 1915 г. в с. Гложене, Тетевенско. Като ученик е активен член на РМС (1930) и секретар на районния му комитет в с. Гложене.
Участва в комунистическото партизанско движение по време на Втората световна война. Секретар на Районния комитет на БРП (к) (1942). През април 1944 г. преминава в нелегалност. Партизанин от Партизански отряд „Георги Бенковски“ (Червен бряг). Командир на III чета. 
Загива в Брусенската битка на 26 юни 1944 г.